# آسکیا (آیداهو)
آسکیا(به انگلیسی: Acequia) شهری در شهرستان مینیدوکا ایالت آیداهو است که جمعیت آن در سرشماری سال ۲۰۱۰ میلادی ۱۲۴ نفر بوده است.

## موقعیت جغرافیایی
موقعیت جغرافیایی شهرها و مناطق اطراف به شرح زیر است: